# Хуан Хосе Австрійський
Хуан Хосе Австрійський (ісп. Juan José de Austria; 7 квітня 1629 — 17 вересня 1679) — військовий та державний діяч Іспанського королівства. Відомий також як Хуан Австрійський Молодший.

## Життєпис
Походив з династії Габсбургів. Позашлюбний син Філіппа IV, короля Іспанії та Португалії, від його коханки Марії Кальдерон, акторки. Народився 1629 року в Мадриді. Дитинство провів в Леоні. Потім отримав ретельну совіту в Толедо. 1636 року призначений великим пріором Мальтійського ордену в Кастилії і Леоні (остаточно вступив у права 1645 року).
1642 році офіційно визнаний батьком. 1643 Філіпп IV планував призначити Хуана Хосе губернатором та генерал-капітаном Іспанських Нідерландів, але спротив місцевої знаті змусив короля відмовитися від свого рішення. 1647 року Хуана Австрійського було призначено віцекоролем Сицилії. Невдовзі очолив флот в Середземному морі, за допомогою якого придушив повстання Мазаньєлло в Неаполі.
1651 року стає віцекоролем Каталонії, де в той час тривало повстання, яке підтримувала Франція. 1652 року змусив повсталу Барселону капітулювати. Натомість була оголошена амністія для повсталих та збережено давні привілеї. 
1656 року призначається намісником Іспанських Нідерландів. Того ж року здобув перемогу над французами у битві біля Валансьєнну. Проте 1658 року у битві при Дюнах, знехтувавши порадами принца Людовика Конде, зазнав нищівної поразки від Генріха де Тюренна. Це призвело у 1659 році до укладанню Піренейського миру між Іспанією та Францією.
1660 року очолив іспанські війська, що почали боротьбу з повстанням в Португалії. Зрештою опинився відрізаним від основних сил в Іспанії. 1663 року, маючи 18,5 тис. солдатів, у битві біля Естремосу зазнав поразки від 15 тис. англо-португальських військ на чолі із Санчо Мануелем де Віхена та Фрідріхом Шомбергом. Невдовзі втратив посаду та відправлений до Консугери.
1669 році після смерті Філіппа IV новим королем став син останнього та зведений брат Хуана Австрійського — малолітній Карл II. Тому було оголошено регентство. Невдовзі Хуан Хосе вступив у протистояння з великим інквізитором Хуан Еверардо Нітхардом за вплив на короля та управління. У цій боротьбі Нітхарда було відправлено до Риму посланником, а Хуана Хосе Австрійського призначено генеральним намісником Арагону. У 1669—1675 роках він проводив обережну політику з явним реформістським ухилом, спираючись на готовність місцевої еліти до співробітництва та інтеграції.
1675 року його зведений брат — король Карл II став повнолітнім, який вирішив правити самостійно, скасувавши регентство матері Марії Анни Габсбург. Невдовзі викликав Хуана Хосе Австрійського із Сарагоси до Мадриду. Останній з'явився у Мадриді з армією прихильників у 10 000 вояків. Король заявив про призначення його першим міністром. Але влада Хуана Хосе протрималася дві години. Марія Анна Габсбург та королівський духівник умовили Карла II скасувати всі свої накази — регентство Марії Анни продовжилося. Дона Хуана відправили на придушення повстання у Мессині на Сицилії.
У 1676 році під тиском двадцяти грандів Іспанії регентство скасували, а 1677 року Хуана Хосе призначили першим міністром. Головною проблемою було порятунок іспанської валютної системи: мідну монету — велони — за кордоном вже не приймали. Ще за життя дон Хуан створив у березні 1679 Монетну комісію з метою проведення грошової реформи. У січні 1679 року створена Торговельна комісія. До неї входили Майнова рада, Рада Індій, Рада Кастилії. 
В розпал підготовки реформ 17 вересня 1679 року Хуан Хосе помер.